# Álvaro Barreto
Álvaro Roque de Pinho [Bissaia] Barreto GCIH • ComMAI (Lisboa, 1 de janeiro de 1936 - Lisboa, 10 de fevereiro de 2020) foi um gestor e político português.

## Biografia

### Percurso académico e profissional
Álvaro Barreto licenciou-se em Engenharia Civil, pelo Instituto Superior Técnico da Universidade Técnica de Lisboa, em 1959.
Terminada a licenciatura, foi recrutado para o Grupo CUF, ingressando na Profabril, a empresa de estudos e projetos desse Grupo. Aqui manteve-se como consultor de projectos de engenharia industriais durante quase dez anos. Continuando no Grupo CUF — e já depois de se diplomar, no ano de 1969, no Program on Management Development, da Universidade de Harvard, nos Estados Unidos —, foi nomeado diretor administrativo da Lisnave. Em 1971 passou a administrador delegado da Setenave, cargo que desempenhou até à altura da Revolução dos Cravos.
O engenheiro e gestor regressaria às funções em empresas nos intervalos das suas experiências governativas. Em 1979 foi nomeado presidente do Conselho de Gerência da TAP, cargo que abandonou logo em 1980, ao ingressar no primeiro governo da Aliança Democrática. Em 1982, por sua vez, foi nomeado presidente do Conselho de Administração da Soporcel, cargo a que regressou em 13 de abril de 1990, quando deixou o Ministério da Agricultura, no governo de Cavaco Silva. Manteve-se na presidência desta empresa até 1 de agosto de 2004.
Foi nomeado vogal do Conselho de Administração do Millennium BCP, de 23 de janeiro de 2015 até 23 de janeiro de 2017.
Entre outras funções que Álvaro Barreto desempenhou contam-se as de membro do Conselho de Avaliação da Fundação das Universidades Portuguesas (1996-2002); membro do Conselho Social da Universidade de Coimbra (1998-2001); e do Conselho de Planeamento e de Gestão Urbanística da Fundação Batalha de Aljubarrota (2006-2012).

### Percurso político e governativo
A seguir ao 25 de abril de 1974 Álvaro Barreto aderiu ao Partido Popular Democrático, atualmente Partido Social Democrata. Em 1978 exerceu, pela primeira vez, funções governativas, ao ser nomeado Ministro da Indústria e Tecnologia do primeiro governo de iniciativa presidencial de António Ramalho Eanes, o IV Governo Constitucional, que tinha como Primeiro-Ministro Carlos Alberto da Mota Pinto.
Álvaro Barreto iniciaria então uma vasta carreira governativa, passando por diversos cargos ministeriais ao longo das décadas de 1980 e 90, relacionados com a indústria, a integração europeia, o comércio e a agricultura.
Em 1980, sendo Primeiro-Ministro Francisco de Sá Carneiro, tornou-se Ministro da Indústria e Energia do VI Governo Constitucional e, em 1981, já com Francisco Pinto Balsemão na chefia do governo, passou a assumir a função de Ministro da Integração Europeia do VII Governo Constitucional, o primeiro de dois que tiveram como chefe Pinto Balsemão, e que durou apenas alguns meses do ano de 1981.
No período subsequente à era dos governos da Aliança Democrática, Álvaro Barreto voltou a exercer funções governativas, desta vez no IX Governo Constitucional, conhecido como governo do Bloco Central, por resultar de uma coligação pós-eleitoral do PS, dirigido por Mário Soares, com o PSD, então liderado por Mota Pinto. Assim, tendo Soares como Primeiro-Ministro, Barreto foi nomeado Ministro do Comércio e Turismo em 1983, passando a assumir, em 1984, e na vigência do mesmo governo, a função de Ministro da Agricultura.
Barreto manter-se-ia na pasta da agricultura após a vitória social-democrata nas eleições legislativas de 1985, que levaram à formação do primeiro governo de Aníbal Cavaco Silva, o X Governo Constitucional, sendo o seu cargo agora denominado Ministro da Agricultura, Pescas e Alimentação. Seria reconduzido no órgão após as legislativas de 1987, data da primeira maioria absoluta do PSD, que deu origem ao XI Governo Constitucional, até que, no ano de 1990, Álvaro Barreto deixou o cargo. Ao todo, foi durante seis anos consecutivos, desde 1984 até 1990, o responsável ministerial pela pasta da agricultura.
Em 1991 e em 1995 foi eleito deputado à Assembleia da República, onde integrou várias comissões parlamentares.
Em 2004 Álvaro Barreto voltou a ser nomeado para um cargo governativo, desta vez pela mão de Pedro Santana Lopes, que o escolheu para assumir o cargo de Ministro de Estado, da Economia e do Trabalho do XVI Governo Constitucional. Foi então apontado pela imprensa como a «segunda figura» desse executivo. Este foi o último cargo governativo que exerceu.

## Condecorações
- Grau de Comendador da Ordem Civil do Mérito Agrícola e Industrial - Classe Industrial (31 de julho de 1967)
- Grau de Grã-Cruz da Ordem do Infante D. Henrique (16 de julho de 2020, a título póstumo)[7]

## Família
Álvaro Barreto é o segundo de três filhos de António de Matos [Bissaia] Barreto (Cuba, Cuba, 24 de Junho de 1900 - 19 de Outubro de 1979), Licenciado em Engenharia Agronómica e Professor Catedrático do Instituto Superior de Agronomia da Universidade Técnica de Lisboa, e sobrinho paterno de Fernando Baeta Bissaia Barreto Rosa, e de sua segunda mulher (10 de Dezembro de 1932) Maria da Piedade Valdez Briffa Roque de Pinho (9 de Junho de 1910 - 8 de Janeiro de 1986), de ascendência francesa, maltesa e dinamarquesa, filha do 2.º Conde de Alto Mearim, e primo em quinto grau de Manuela Ferreira Leite e de José Eugénio Dias Ferreira. É primo-tio de Bruno Carlos Pinto Basto Bobone.
Casou primeira vez com Maria Luísa Rodrigues Simões de Almeida, quarta de 17 filhos e filhas de João António Simões de Almeida (Bragança, 1910 - 9 de Maio de 1990) e de sua mulher Maria Henriqueta Drummond Olavo Rodrigues (17 de Março de 1920 - 8 de Agosto de 2004), com geração.
Casou segunda vez com Maria Rosália de Almeida Vieira da Cruz (Lisboa, São Sebastião da Pedreira, 10 de Dezembro de 1937), viúva de Ricardo Maria Baptista de Mello Gouveia (Lisboa, São Sebastião da Pedreira, 27 de Fevereiro de 1934 - Lisboa, 7 de Março de 1978), sem geração.

## Funções governamentais exercidas
- IV Governo Constitucional
  - Ministro da Indústria e Tecnologia
- VI Governo Constitucional
  - Ministro da Indústria e Energia
- VII Governo Constitucional
  - Ministro para a Integração Europeia
- IX Governo Constitucional
  - Ministro da Agricultura
  - Ministro do Comércio e Turismo
- X Governo Constitucional
  - Ministro da Agricultura, Pescas e Alimentação
- XI Governo Constitucional
  - Ministro da Agricultura, Pescas e Alimentação
- XVI Governo Constitucional
  - Ministro de Estado
  - Ministro das Actividades Económicas e do Trabalho